# Галерија грбова Перуа
Галерија грбова Перуа обухвата актуелни Грб Перуа, историјске грбове Перуа, грбове перуанских региона и грбове перуанских градова.

## Актуелни Грб Перуа
- Грб Перуа

## Историјски грбови Перуа
- Грб Перуа 1821. год.
- Грб Перуа 1825-1950

## Грбови перуанских региона
- Грб Регион Амазонас
- Грб Регион Апуримак
- Грб Регион Арекипа
- Грб Регион Ајакучо
- Грб Регион Дел Каљао
- Грб Регион Куско
- Грб Регион Уанкавелика
- Грб Регион Уануко
- Грб Регион Ика
- Грб Регион Хунин
- Грб Регион Ла Либертад
- Грб региона Лима
- Грб Регион Лорето
- Грб Регион Мадре де Диос
- Грб Регион Мокегуа
- Грб Регион Паско
- Грб Регион Пиура
- Грб Регион Лима
- Грб Регион Сан Мартин
- Грб Регион Тумбес
- Грб Регион Укајали

## Грбови перуанских градова
- Грб Абанкај
- Грб Андауајлас
- Грб Арекипа
- Грб Ајакучо
- Грб Баранка
- Грб Кахабамба
- Грб Кахамарка
- Грб Каљао
- Грб Касма
- Грб Келендин
- Грб Серо де Паско
- Грб Чачапојас (град)
- Грб Чепен
- Грб Чимботе
- Грб Чинча Алта
- Грб Куско
- Грб Ечарати
- Грб Ферењафе
- Грб Гвадалупе (Перу)
- Грб Уачо
- Грб Уанкавелика
- Грб Уанкајо
- Грб Уарал
- Грб Уараз
- Грб Уармеј
- Грб Уануко
- Грб Ика
- Грб Ило
- Грб Хауха
- Грб Хуанхуи
- Грб Хулиака
- Грб Илаве
- Грб Лима
- Грб Махес
- Грб Мокегуа
- Грб Пакасмајо
- Грб Паита
- Грб Писко
- Грб Пиура
- Грб Пичанаки
- Грб Пукалпа
- Грб Пуно (Перу)
- Грб Сан Висенте де Кањете
- Грб Сантјаго де Чуко
- Грб Сечура
- Грб Такна
- Грб Тарма
- Грб Тинго Мариа
- Грб Трухиљо
- Грб Тумбес